# Helmuth Maximilian Böttcher
Helmuth Maximilian Böttcher (auch: Helmuth M. Böttcher, * 12. Januar 1895 in Berlin; † 27. Oktober 1979 in Dreieich) war ein deutscher Jurist und Schriftsteller.

## Leben

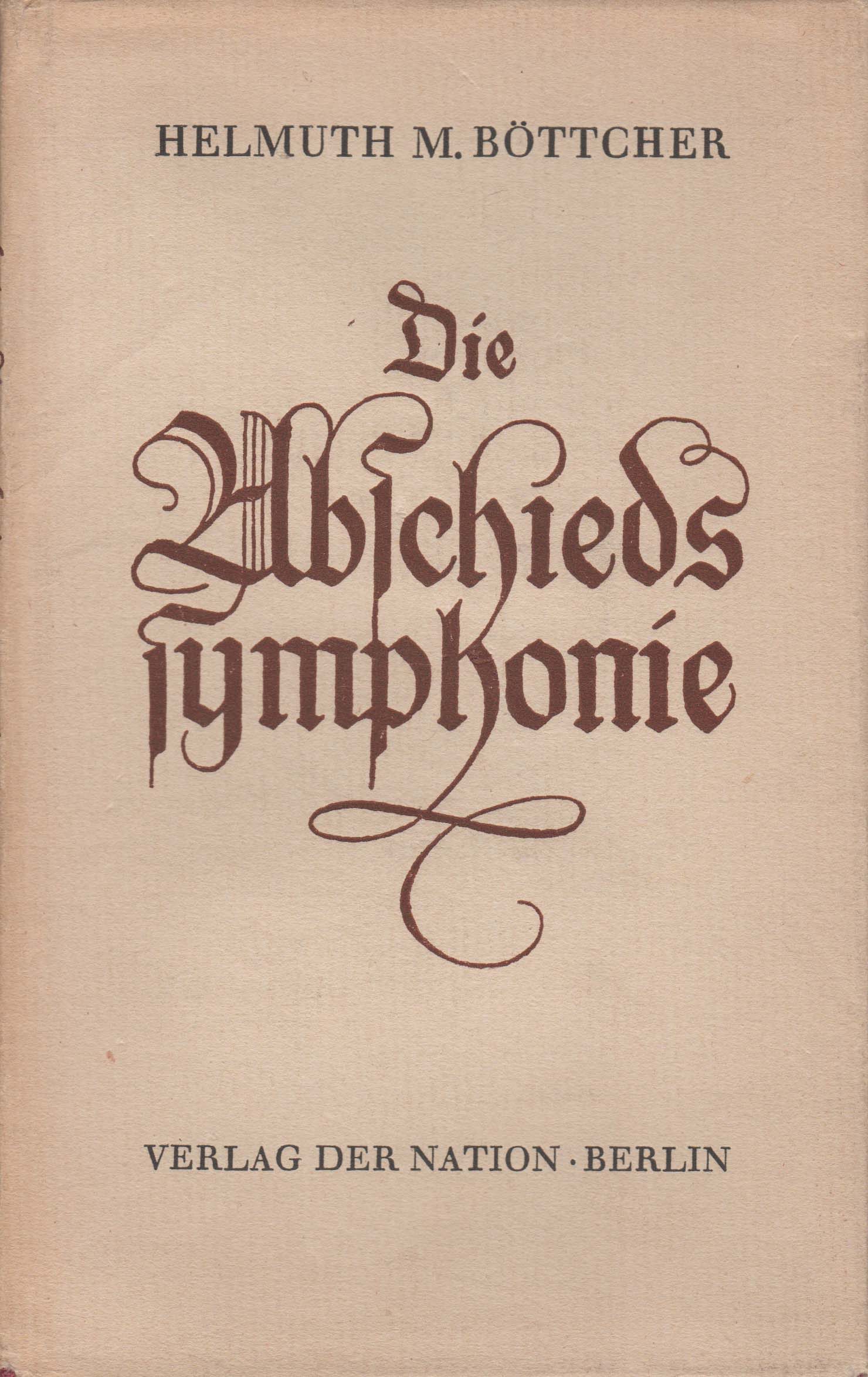
Haydn-Novelle Die Abschiedssymphonie, Autor Helmuth M. Böttcher, Verlag der Nation Berlin

Helmuth Maximilian Böttcher war der Sohn des Schriftstellers Maximilian Böttcher. Nach dem Besuch des Königsstädtischen Realgymnasiums in Berlin studierte Helmuth Maxmilian Böttcher Jura, Wirtschaftswissenschaft und Naturwissenschaften an den Universitäten in Berlin und Greifswald. Während des Ersten Weltkriegs war er im Preußischen Kriegsministerium tätig. 1922 promovierte er an der Universität Greifswald zum Dr. jur. Böttcher heiratete eine Tochter des Industriellen Paul Reuss, Gründer der Kyffhäuserhütte Artern und der Hörselwerke in Eisenach, mit der er zwei Töchter und einen Sohn hatte. Von 1924 bis 1938 war Böttcher Geschäftsführer der Hörselwerke, eines auf die Produktion von Zollstöcken spezialisierten Betriebes in Eisenach. Böttcher lebte nach dem Zweiten Weltkrieg in der DDR, wo zu jener Zeit auch seine literarischen Arbeiten erschienen, hatte jedoch auch einen Wohnsitz in der Bundesrepublik. Gegen Ende der Fünfzigerjahre ging er nach Westdeutschland, wo er im hessischen Sprendlingen lebte.
Helmuth Maximilian Böttcher war Verfasser von Romanen, Erzählungen, Theaterstücken und Hörspielen. Seit den Sechzigerjahren veröffentlichte er hauptsächlich Sachbücher zu kulturgeschichtlichen und medizinischen Themen.

## Werke
- Die Wahrheit über die Bolschewiki, Berlin 1919
- Sterne über dir, Stuttgart 1921
- Die Rechtsgrundlagen der Kriegssparmetallwirtschaft, Greifswald 1922
- Das lockende Gift, Dresden-Weißer Hirsch 1922
- Butz der Ameis, Leipzig [u. a.] 1923
- Der Würfler, Berlin-Charlottenburg 1924
- Die eiserne Gnade, Berlin 1927
- Eine Handvoll Kerle, Berlin 1938
- Um die Atlantikwerft, Berlin [u. a.] 1941
- Gustav Weißkopf, Wien [u. a.] 1942
- Die Geburt Hamlets, Berlin 1946
- Die Verruchten, Berlin 1946
- Der Garten in der Nußschale, Berlin 1947
- Notschlachtung, Berlin 1947
- Die Befreiung des Abû 'Ali Al-Hosain, Rudolstadt 1952
- Der Affe Waldemar, Rudolstadt 1954
- Der Unvollendete, Rudolstadt 1954
- Die Abschiedssymphonie, Berlin 1955
- Der Flieger von Bridgeport, Rudolstadt 1955
- Walther Rathenau, Bonn 1958
- In Nürnberg singen die Nachtigallen, Berlin 1959
- Wunderdrogen, Köln [u. a.] 1959
- Der Jünger, der den Dolch trug, Würzburg [u. a.] 1960
- Ein Drittel jedes Lebens ...eine kleine Kulturgeschichte des Schlafes, Hrsg.: Med.-Wissenschaftliche Abteilung der Chemie-Grünenthal GmbH, Stolberg/Rheinland (1961). Das Buch ist ein Werbemittel für Contergan, siehe Seite 153.
- Der Mensch stirbt viel zu früh, Köln [u. a.] 1961
- Der Weg nach Weimar, Berlin 1961
- Umsturz des Himmels, Berlin 1962
- Das Hormonbuch, Köln [u. a.] 1963
- Gott hat viele Namen, München 1964
- Sterne, Schicksal und Propheten, München 1965
- Das Vitaminbuch, Köln [u. a.] 1965
- Geschichte der Naturwissenschaft, Berlin [u. a.]
  - 1. Vom Mythos zur Wissenschaft, 1968
  - 2. Auf der Suche nach dem Plan des Lebendigen, 1968
- Die große Mutter, Düsseldorf [u. a.] 1968